# Neues Schloss Neustadt-Glewe

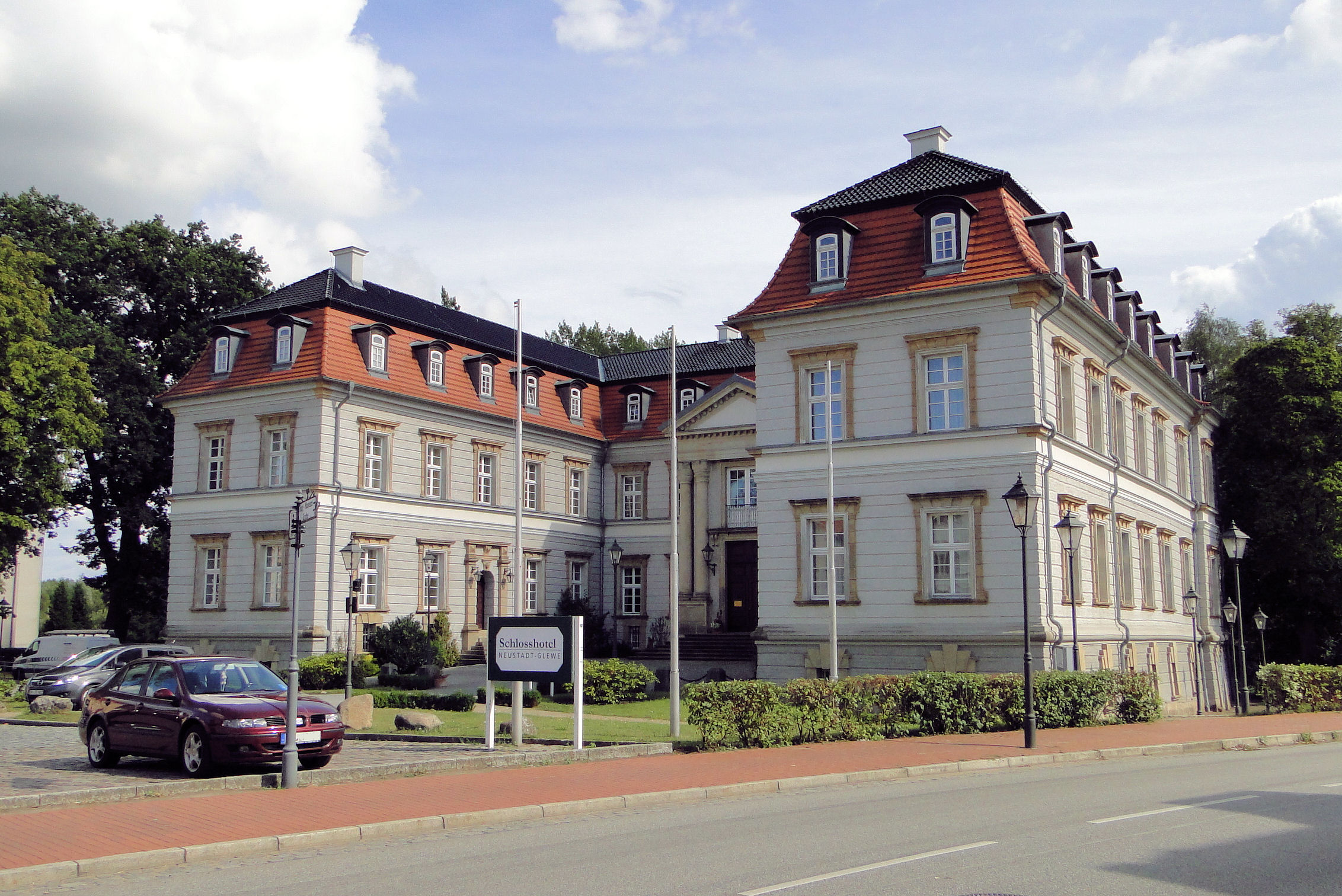
Neues Schloss Neustadt-Glewe

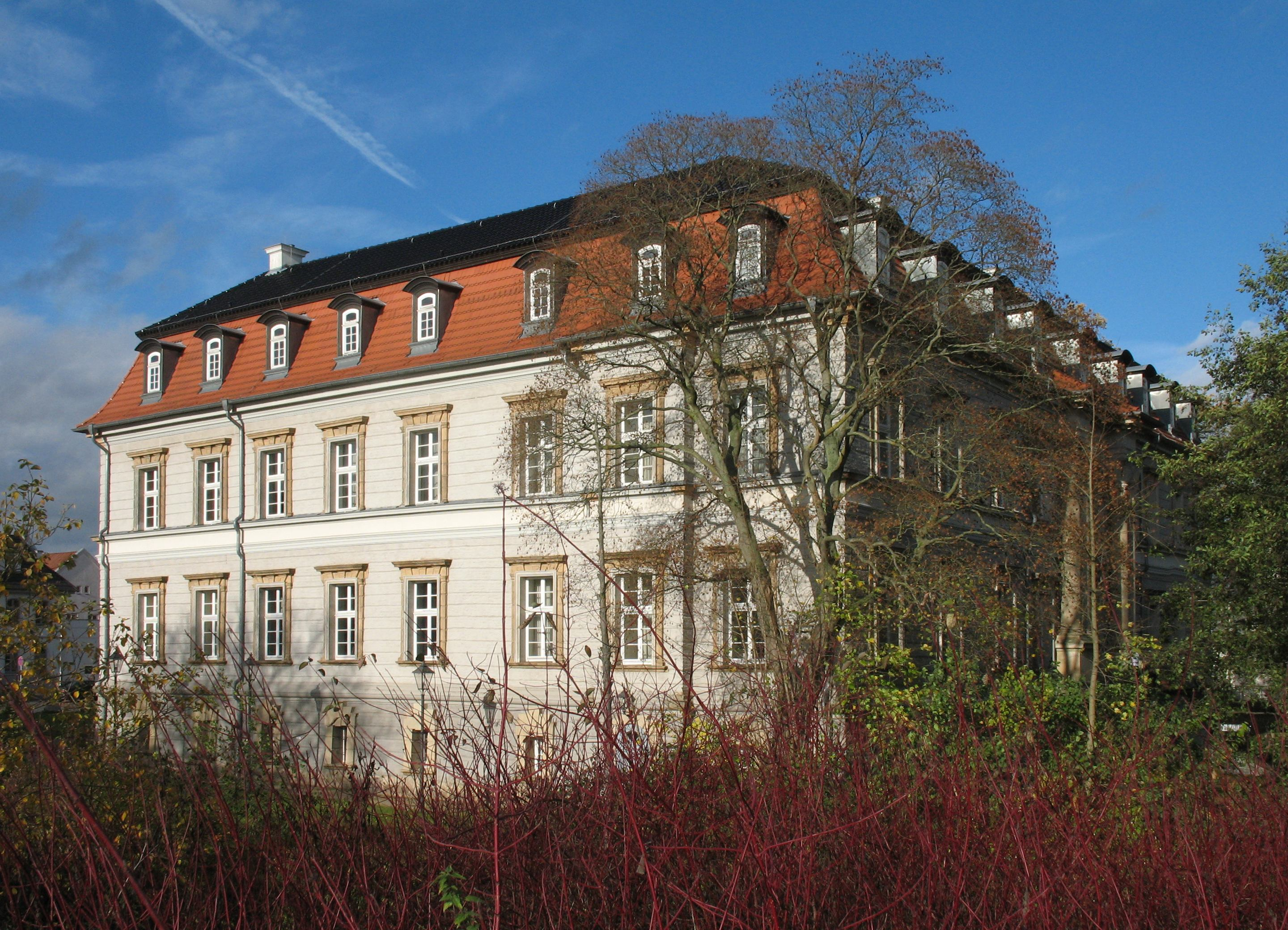
Neues Schloss

Das Neue Schloss ist ein Bauwerk im Stil des niederländischen Barock in Neustadt-Glewe im Westen des Landes Mecklenburg-Vorpommern.

## Lage
Das Schloss befindet sich in der Innenstadt Neustadt-Glewes an einem westlichen Seitenarm der Elde und an der Landesstraße 073. Unweit des Gebäudes befindet sich die Alte Burg. An das Schloss schließt sich in Richtung Schleuse ein kleiner, heute naturbelassener Park an.

## Bauwerk
Das barocke Schloss ist eine zweigeschossige Dreiflügelanlage im holländischen Stil mit Ehrenhof und steht auf hunderten Eichenpfählen. Die Innendecken des schlichten Landschlosses sind mit aufwändigen Stuckarbeiten versehen, die Stuckfläche beträgt etwa 1600 m². Im Neuen Schloss befinden sich 32 Kamine, die mit Rosetten, Gesimsen und Figuren verziert sind.

## Geschichte
Mit dem Bau des Schlosses wurde 1618/19 auf Weisung von Herzog Adolf Friedrich I. begonnen. Die Pläne eines Gebäudes in der Form der holländischen Spätrenaissance erstellte der herzogliche Baumeister Gerhart Evert Pilooth. Mit dessen Tod im Jahr 1629 kamen die Arbeiten zum Erliegen. Erst zwischen 1711 und 1717 wurde das Schloss unter Leitung des Architekten Leonhard Christoph Sturm fertiggestellt. Die Innenausstattung nahm weitere acht Jahre in Anspruch. Nach einem Stadtbrand in Grabow bezog Christian Ludwig II., der drei Jahre später Herzog von Mecklenburg-Schwerin wurde, von 1725 bis 1735 das Neue Schloss. Später wurden vergleichsweise komfortable Wohnungen eingerichtet. Nach dem Zweiten Weltkrieg wurden, wie anderswo auch, einzelne Räume für Flüchtlinge und Ausgebombte zur Verfügung gestellt. Zu DDR-Zeiten wurde zwischenzeitlich im Schloss unterrichtet und es befanden sich bis nach der Wende eine Bibliothek und eine Mittagsküche für Werktätige und Schüler im Gebäude. Es verfiel bis dahin zusehends. Das auf Eichenpfählen ruhende Schloss drohte abzusacken, es bildeten sich Risse in den Mauern, innen wurden Decken mit Netzen abgespannt, um Besucher vor herabstürzenden Stuckteilen zu schützen. Nach aufwändigen Sanierungsarbeiten nach 1990 sowohl an den Fundamenten, am Dach, an den Außenmauern, als auch an den Innenräumen, beherbergt das Schloss heute das Hotel Schloss Neustadt-Glewe mit Restaurant. Sehenswert sind die von polnischen Spezialisten restaurierten Stuckdecken.